# Halten
Halten là một đô thị thuộc huyện hành chính Wasseramt, bang Soloturn, Thụy Sĩ. Đô thị này có diện tích 1,85 km2, dân số thời điểm tháng 12 năm 2009 là 813 người.